# العلاقات الأرمنية الجورجية
العلاقات الأرمينية الجورجية هي العلاقات الثنائية التي تجمع بين أرمينيا وجورجيا.

## مقارنة بين البلدين
هذه مقارنة عامة ومرجعية للدولتين:
| وجه المقارنة                                              | أرمينيا                    | جورجيا                          |
| --------------------------------------------------------- | -------------------------- | ------------------------------- |
| المساحة (كم2)                                             | 29.74 ألف                  | 69.70 ألف                       |
| عدد السكان (نسمة)                                         | 2.93 مليون                 | 3.72 مليون                      |
| الكثافة السكانية (ن./كم²)                                 | 98.52                      | 53.37                           |
| العاصمة                                                   | يريفان                     | تبليسي، كوتايسي                 |
| اللغة الرسمية                                             | لغة أرمنية                 | اللغة الجورجية، اللغة الأبخازية |
| العملة                                                    | درام أرميني                | لاري جورجي                      |
| الناتج المحلي الإجمالي (بليون دولار)                      | 11.54 مليار                | 15.16 مليار                     |
| الناتج المحلي الإجمالي (تعادل القوة الشرائية) بليون دولار | 25.41 مليار                | 35.68 مليار                     |
| الناتج المحلي الإجمالي الاسمي للفرد دولار أمريكي          | 3.49 ألف                   | 3.79 ألف                        |
| الناتج المحلي الإجمالي للفرد دولار أمريكي                 | 8.07 ألف                   |                                 |
| مؤشر التنمية البشرية                                      | 0.743                      | 0.754                           |
| رمز المكالمات الدولي                                      | +374                       | +995                            |
| رمز الإنترنت                                              | .am، .հայ ‏                 | .ge، .გე ‏                       |
| المنطقة الزمنية                                           | ت ع م+04:00، توقيت أرمينيا | ت ع م+04:00                     |

## مدن متوأمة
في ما يلي قائمة باتفاقيات التوأمة بين مدن أرمينية وجورجية:
- ترتبط غيومري مع كوتايسي باتفاقية توأمة منذ 1988.
- ترتبط وانادزور مع باطوم باتفاقية توأمة منذ 2006.
- ترتبط ايجوان مع روستاوي باتفاقية توأمة منذ 1996.
- ترتبط يريفان مع تبليسي باتفاقية توأمة منذ 1974.

## منظمات دولية مشتركة
يشترك البلدان في عضوية مجموعة من المنظمات الدولية، منها:
| علم المنظمة | اسم المنظمة                             | تاريخ انضمام أرمينيا | تاريخ انضمام جورجيا |
| ----------- | --------------------------------------- | -------------------- | ------------------- |
|             | يونسكو                                  | 9 يونيو 1992         | 7 أكتوبر 1992       |
|             | الفريق المعني برصد الأرض                | ?                    | ?                   |
|             | مؤسسة التمويل الدولية                   | 18 أبريل 1995        | 29 يونيو 1995       |
|             | مجلس أوروبا                             | 25 يناير 2001        | 27 أبريل 1999       |
|             | مؤسسة التنمية الدولية                   | 25 أغسطس 1993        | 31 أغسطس 1993       |
|             | منظمة التجارة العالمية                  | 5 فبراير 2003        | 14 يونيو 2000       |
|             | منظمة الأمن والتعاون في أوروبا          | 30 يناير 1992        | 24 مارس 1992        |
|             | المنظمة الأوروبية لسلامة الملاحة الجوية | 2006                 | 2012                |
|             | الاتحاد البريدي العالمي                 | ?                    | ?                   |
|             | الاتحاد الدولي للاتصالات                | 30 يونيو 1992        | 7 يناير 1993        |
|             | منظمة التعاون الاقتصادي للبحر الأسود    | ?                    | 25 يونيو 1992       |
|             | الأمم المتحدة                           | 2 مارس 1992          | 31 يوليو 1992       |
|             | البنك الدولي للإنشاء والتعمير           | 16 سبتمبر 1992       | 7 أغسطس 1992        |

## معرض صور

## وصلات خارجية
- موقع وزارة الخارجية الأرمينية
- موقع وزارة الخارجية الجورجية